# Rock in Opposition
Rock in Opposition (RIO, англ. рок в оппозиции) — движение, представлявшее несколько прогрессивных рок-групп конца 1970-х, объединившихся в оппозиции к музыкальной индустрии, которая отказывалась признавать их музыку. Движение было начато рок-группой Henry Cow в марте 1978 года, когда они пригласили четыре европейских коллектива приехать в Лондон для выступления на фестивале, названном «Рок в оппозиции». На этом фестивале выступили группы:
- Henry Cow (Англия)
- Stormy Six (Италия)
- Samla Mammas Manna (Швеция)
- Univers Zéro (Бельгия)
- Etron Fou Leloublan (Франция)

После фестиваля RIO было оформлено как организация со своей хартией, целью которой было представлять и продвигать своих участников. Ещё три коллектива вступили в движение: Art Bears, Art Zoyd и Aksak Maboul. В дальнейшем фестивали проходили во Франции, Италии и Швеции. Крис Катлер из Henry Cow организовал в Великобритании лейбл ReR (Recommended Records) как образец некоммерческой музыкальной компании.
RIO как движение просуществовало недолго, но его наследие всё ещё живо. Хотя термин RIO никогда не предполагалось использовать для определения музыкальной стилистики (первоначальные группы RIO музыкально сильно отличались друг от друга), он до сих пор широко используется слушателями, музыкантами и дистрибьюторами для классификации рок-групп (обычно для групп, участвующих в фестивалях RIO, и для групп, связанных или произошедших от групп движения RIO).
Некоторые из сегодняшних представителей RIO как движения и как жанра: 5uu's (США), Ahvak (Израиль), Крузенштерн и пароход (Израиль), Akinetón Retard (Чили), Guapo (Великобритания), Miriodor (Канада), NeBeLNeST (Франция), Present (Бельгия), Thinking Plague (США), Zu (Бельгия), Tappeto Tracci (Италия). Термин RIO в наши дни стал практически синонимом авант-прога (авангардного прогрессивного рока).

## Интересные факты
- С 1985 по 1990 год при Ленинградском рок-клубе усилиями Андрея Бурлаки издавался музыкальный ежемесячник под названием «РИО»[2].